# Brindisi
Brindisiⓘ ([brˈindizɪ], łac. Brundisium, stgr. Βρεντέσιον, mesapijskie Brention) – miasto portowe i gmina we Włoszech, w regionie Apulia, w prowincji Brindisi.
Nazwa miasta prawdopodobnie pochodzi od mesapijskiego słowa brention, co znaczy „głowa jelenia” i zdaje się odnosić do naturalnego kształtu portu miasta, przypominającego głowę tego zwierzęcia. Od starożytnej nazwy miasta pochodzi określenie brązu.
Dzięki portowi Brindisi już w starożytności stało się ważnym punktem przeładunkowym. Było i jest ważnym punktem na śródziemnomorskich szlakach handlowych prowadzących z Zachodu na Wschód. W starożytności było ośrodkiem metalurgii. Ważny ośrodek przemysłu zwłaszcza chemicznego i energetycznego oraz rolnictwa.

## Geografia
Brindisi położone na Półwyspie Salentyńskim, czyli obcasie „włoskiego buta”, jest naturalnym portem, którego wlot jest wciśnięty w głąb wybrzeża Adriatyku Apulii. W zewnętrznej części portu znajdują się wyspy Pedagna tworzące mały archipelag – baza ONZ zbudowana w czasie interwencji w Bośni – obecnie nieużywana do celów wojskowych.
Terytorium wokół Brindisi charakteryzuje się dużym obszarem płaskim, w którym pojawiają wapienie i piaszczyste osady pochodzenia morskiego, głębiej znajdują się gliny plejstoceńskie, dalej z karbonu, mezozoicznych wapieni i konglomerat gleb osadowych typu fossa bradanica. Rozwój szczególnie intensywnego rolnictwa spowodował zwiększenie wykorzystania zasobów wodnych. W trzydziestu latach odniesienia (1961–1990), średnia temperatura w najchłodniejszym miesiącu styczniu wynosi około +9,5 °C, a najgorętszym miesiącu, sierpniu wynosi około +25 °C. Średnie roczne opady wynoszą mniej niż 600 mm, z czego najmniejszy poziom przypada na wiosnę i lato, a najwyższy osiąga w okresie jesienno-zimowym.
Gminy sąsiadujące: Carovigno, Cellino San Marco, Latiano, Mesagne, San Donaci, San Pietro Vernotico, San Vito dei Normanni.

## Historia
Brindisi zostało zasiedlone przed rzymską ekspansją prawdopodobnie przez Ilirów. Rzymianie nazwali je Brundisium.
Na cyplu Punta le Terrare, znajdującym się w porcie zewnętrznym miasta, odkryto osadnictwo z epoki brązu (XVI w. p.n.e.): grupę chałup chronioną przez kopiec kamieni, fragmenty ceramiki mykeńskiej. Herodot sam mówi o mykeńskim pochodzeniu tej populacji. Na nekropoli Tor Pisana (na południe od historycznej starówki Brindisi) znaleziono wazy z pierwszej połowy VII wieku p.n.e. Brindisi czasów messapijskich utrzymywało intensywne stosunki handlowe z populacjami greckimi po drugiej stronie Adriatyku i Morza Egejskiego (relacje te są obecnie udokumentowane licznymi znaleziskami archeologicznymi) w przeciwieństwie do pobliskiego Tarentu.
W 267 p.n.e. (według innych źródeł w 245 p.n.e.) Rzymianie podbili miasto i nazwali Brundisium. Po wojnach punickich z Kartaginą miasto stało się jednym z centrów rzymskiej floty wojennej i handlu. Via Appia, rzymska główna droga militarna, została przedłużona z Kapui do Brundisium i prowadziła bezpośrednio do lokalnego portu. Druga droga do Rzymu to Via Traiana. W czasie imperium rzymskiego miasto liczyło około 100 000 mieszkańców i było głównym miastem na kierunku do Grecji.
Swego czasu Brindisi stanowiło kulturalne rozdroże między Grecją a Rzymem. Miasto jest miejscem urodzenia poety i dramaturga Pakuwiusza. Cyceron przebywał tu na wygnaniu jako gość mecenasa Marcusa Laeniusa Flaccusa o czym pisał w Lettere Brindisine. Przebywał tu również Horacy wraz z Gaiuszem Cilniuszem Mecenasem. W roku 49 p.n.e. miasto było oblegane przez Juliusza Cezara, zaatakowano je jeszcze w latach 42 i 40 p.n.e. Stąd ruszały łodzie Juliusza Cezara i Oktawiana na podbój Egiptu. 21 września 19 p.n.e. zmarł tutaj zaraz po przybyciu z Grecji poeta Wergiliusz. Na przełomie 19/20 n.e. Agrypina Starsza przybiła do brzegu z prochami zmarłego w Antiochii Germanika, gdzie oczekiwali jej przybycia „zaufani przyjaciele i wielu starych wojowników, którzy służyli pod Germanicusem, także liczni ludzie z sąsiednich miast, którzy go nie znali, częściowo w przekonaniu, że jest to ich obowiązek wobec cesarza, większość jako zwykli sympatycy”.
Po pomyślnym okresie panowania rzymskiego Brindisi zdobyli Ostrogoci, potem w VI wieku zostało zajęte przez Cesarstwo Bizantyńskie, a w 674 roku zostało zniszczone przez Longobardów pod przewodnictwem Romualda I, ale zostało odbudowane dzięki swojemu wyjątkowo korzystnemu położeniu do budowy portu. W latach 840–870 należało do islamskiego emiratu. W 1071 r. zostało zdobyte przez Normanów.

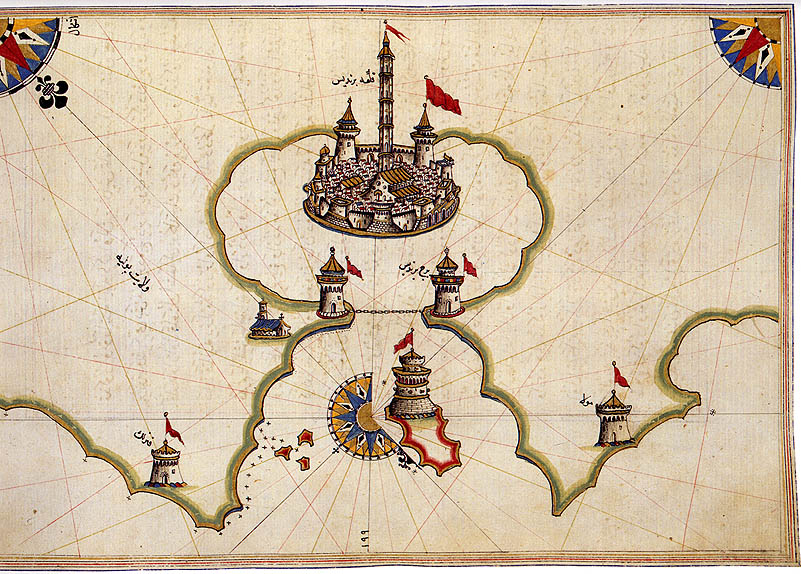
Średniowieczna mapa Brindisi sporządzona przez Piri Reisa

Wiek XII oraz XIII pod panowaniem cesarzy Hohenstaufów był dla Brindisi złotym okresem. Dzięki położeniu, miastu udało się odzyskać część blasku przeszłości. W okresie wypraw krzyżowych było uprzywilejowanym portem do Ziemi Świętej. Na istotne znaczenie miasta w tym okresie wskazuje fakt, że cesarz Fryderyk II Hohenstauf 9 listopada 1225 wziął w tutejszej katedrze ślub z Jolantą Jerozolimską, zostając dziedzicem korony Jerozolimy, oraz wykorzystał port w Brindisi, w 1227 wyprawiając się na szóstą krucjatę. W drugiej połowie XIII wieku Karol I Andegaweński rozbudował port i wzmocnił umocnienia. Miasto dotknięte silnie zarazą w 1348 odzyskało pomału starożytną wielkość populacji ze względu na znaczne migracje Słowian, Albańczyków i Greków, którzy przybyli z zagranicy. W 1456 przeżyło trzęsienie ziemi.
W latach 1496–1509 Brindisi należało do Republiki Weneckiej, a następnie przeszło pod panowanie Hiszpanii. Za czasów panowania wicekróla rozpoczął się długi okres upadku, wraz ze stopniowym, nadmiernym obciążeniem portu. Kolejne rządy Burbonów były okresem rozwoju gospodarczego. W 1775 Ferdynand IV Burbon reaktywował kanał łączący port wewnętrzny, bagna przylegające do miasta zostały zmeliorowane. Zjednoczenie Włoch w 1860 i otwarcie Kanału Sueskiego w 1869 roku, dało miastu nowy impuls, co pozwoliło mu stać się preferowanym terminalem i ważnym ośrodkiem handlowym z wielkimi byłymi koloniami brytyjskimi.
Podczas II wojny światowej Brindisi było siedzibą Dowództwa Sił Sojuszniczych w południowej części Adriatyku, nabyło znaczne znaczenie strategiczne. Od września 1943 do lutego 1944 roku, po ucieczce Wiktora Emanuela III z Rzymu, oferując schronienie dla całej dynastii miasto staje się w efekcie stolicą Włoch.
Od 22 grudnia 1943 na lotnisku Campo Casale koło Brindisi stacjonowała 1586 Eskadra Specjalnego Przeznaczenia. Z tego lotniska startowały samoloty bombowe (Handley Page Halifax i Consolidated B-24 Liberator) zaopatrujące powstanie warszawskie, jak i inne oddziały Armii Krajowej w ramach SOE w broń, amunicję i środki opatrunkowe. Po przekształceniu 1586 ESP w polski 301 Dywizjon bombowy – stacjonował on tam również w okresie 7 listopada 1944 – 4 kwietnia 1945.
W 1994 założono w Brindisi bazę logistyczną ONZ, która jest głównie odpowiedzialna za koordynację i wspieranie misji pokojowych „niebieskich hełmów”.

## Komunikacja
- Terminal promów do Durrës w Albanii, jak również do Igoumenitsa i Patras w Grecji oraz do Turcji.
- Międzynarodowy port lotniczy Brindisi „Papola Casale” jest położony 6 kilometrów na północ od miasta.

## Port
Port w Brindisi zawsze był centrum handlu z Grecją i Wschodem, zawsze powiększał majątek miasta. Dzisiaj jest portem turystycznym, handlowym, przemysłowym, przeładunkowym (węgiel, olej opałowy, gaz ziemny, chemikalia), jednym z najważniejszych na Morzu Adriatyckim. Port składa się z trzech części: port zewnętrzny, średni, wewnętrzny zawierający nabrzeże Costa Morena o długości 1170 m, głębokości 14 metrów, plac o powierzchni 300.000 metrów kwadratowych. Wzdłuż Costa Morena znajduje się system, taśmociągów i rurociągów do przeładunku towarów przeznaczonych dla elektrowni na południu i północy Brindisi. 270 m nabrzeża przystosowano dla cumowania współczesnych pięciu statków typu ro-ro.

## Zabytki i interesujące miejsca
Miasto Brindisi ma interesujące zabytki starożytności, które dotrwały do czasów współczesnych.

### Architektura sakralna

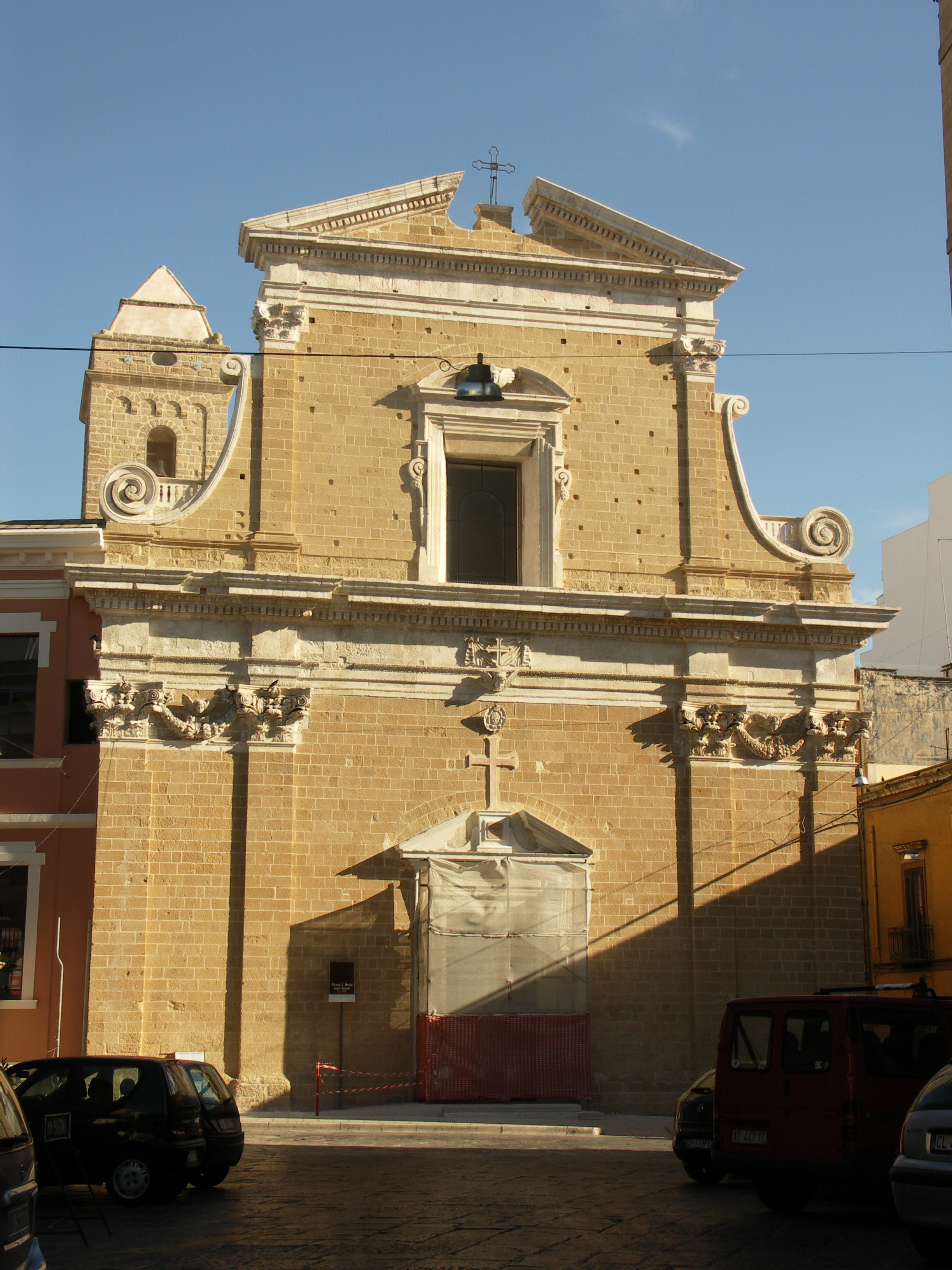
Kościół Santa Maria degli Angeli

- Kościół św. Benedykta, zbudowany w 1090 dla Benedyktynek. Dzwonnica jest w czystym stylu romańskim. Najpiękniejszy romański klasztor z XI wieku.
- Kościół San Giovanni al Sepolcro – sięga prawdopodobnie początku XII wieku, wewnątrz na ścianach ślady fresków. Na szczególną uwagę zasługuje portal zwieńczony gankiem z ozdobami.
- Katedra zbudowana w stylu romańskim między XI i XII wieku. Na podłodze mozaika (XII w.).
- Kościół Świętej Trójcy i Saint Lucia z końca XII w. Z tego okresu zachowały się freski w krypcie, został przebudowany w późniejszych wiekach.
- Kościół Chrystusowy, ukończony około 1232. Romańska fasada z dużymi oknami. Wewnątrz są dwie drewniane rzeźby: krucyfiks i Matki Boskiej z Dzieciątkiem, francuska rzeźba gotycka z XIII wieku.
- Kościół św. Pawła, rzadkim przykładem architektury gotyckiej w Apulii, został zbudowany na początku XIV wieku. Zachowane wyróżniające się barokowe ołtarze.
- kościół Santa Maria del Casale poza miastem, przykład przejścia od stylu gotyckiego do architektury romańskiej, został zbudowany około 1300 roku. Wewnątrz można podziwiać freski z XIV wieku.
- kościół Santa Maria degli Angeli został zbudowany w 1609 roku z inicjatywy San Lorenzo dla Klarysek w Brindisi.
- kościół św. Teresy, zbudowany w 1671 roku jest typowym przykładem architektury barokowej.
- fasada i dzwonnica katedry, z końca XVIII wieku, budynek został odbudowany po trzęsieniu ziemi w 1743.

### Architektura świecka
- starożytny akwedukt zasilający fontanny.
- rzymskie kolumny kończące drogę Via Appia z Rzymu. Były zawsze symbolem miasta Brindisi, punktem orientacyjnym dla starożytnych żeglarzy. Zostały wybudowane z prokonezyjskiego marmuru prawdopodobnie w II wieku n.e. (lub nowsze).
- Fontanna Tancredi, na Via Appia, zbudowana lub odbudowana przez Tankreda Sycylijskiego, ostatniego króla Normanów w 1192, z okazji ślubu syna Rogera III Sycylijskiego i Ireny Angeliny.
- Portyk Templariuszy, loggia najstarszego Pałacu Biskupów, zbudowana w XIII wieku, a dziś wejście do muzeum Ribezzo.
- Balkon Pałacu Balsamo jest faktycznie balkonem na wspornikach w budynku z końca XIII wieku w stylu gotyckim.
- Pałac Granafei-Nervegna, jest przykładem późnego renesansu i wpływów Katalonii.
- monumentalna La Fontana de Torres, uruchomiona w 1618 przez hiszpańskiego gubernatora Pedro de Torres Aloysio, doprowadzenie wody do rynku
- Pałac del Seminario, wybudowany w 1720 według Mauro Manieri, znajduje się w nim muzeum diecezjalne i prestiżowa publiczna biblioteka archibiskupstwa Annibale de Leo
- Pomnik poległych w czasie I wojny światowej (1926-1931) jest bardzo ciekawą rzeźbą z białego karraryjskiego marmuru, dzieło artysty z Brindisi Edgardo Simone’a.
- Pomnik włoskich marynarzy, zaprojektowany przez Luigi Bruno (1933-1934), ma kształt steru wysokiego na 53 m, rzeźba kamienna, która stoi w porcie miasta.
- Była Akademia Marynarki Wojennej im. N. Tommaseo modernistyczny budynek (1934-1937) według architekta Gaetano Minnucci.
- Budynek sądu został zaprojektowany przez architektów Sergio Lenci i Carlo Aymonino.
- Pomnik Wergiliusza – rzeźba Floriano Bodini z 1988 znajduje się w ogrodzie na nabrzeżu.
- Teatr im. Verdiego, zaprojektowany przez architekta Nespega (ok. 1970), otwarty w 2006 roku, jest dużym nowoczesnym budynkiem, spoczywa na archeologicznych rzymskich pozostałościach w Brindisi.
- Zamek Castello Svevo zbudowany przez Fryderyka II Hohenstaufa – budowla obronna z 1227, położona w pobliżu starego miasta Brindisi, część zwrócona do wewnątrz portu,
- Zamek Castello le Alfonsino (lub Aragoński), znany lepiej jako fort morski zbudowany na wyspie St Andrew naprzeciwko portu Brindisi, przez Ferdynanda I Sprawiedliwego w 1445 i rozbudowany w XVI i XVII wieku.

## Ludność

### Migracja
Brindisi był przedmiotem szerokiej migracji w XX wieku, jak wszystkie miasta na południu. Emigracja przede wszystkim objęła niższe warstwy społeczeństwa, które porzuciły wsie. Migracje można podzielić na dwie duże fale. Pierwsza z nich ma swój szczyt w roku bezpośrednio poprzedzającym i następującym po I wojnie światowej, kieruje się wyłącznie do Ameryki (Stany Zjednoczone, Argentyna, Brazylia) oraz do północno-środkowej Europy, która staje się celem Głównym emigracji z Apulii.
Rozwój przemysłowy niektórych północnych części kraju po drugiej wojnie światowej: Piemontu i Lombardii, a w szczególności Mediolanu, powoduje migrację z południa na północ Włoch. Począwszy od lat sześćdziesiątych budowa dużych firm petrochemicznych, zakładów mechanicznych i lotniczych w Brindisi przyciągnęły rodziny z sąsiednich prowincji i regionów, stworzyły możliwość zatrudnienia, powodując migrację regionalną.
Kolejnym ważnym rozdziałem dla demografii miasta jest albański exodus 1990-1991 (trwający faktycznie co najmniej dziesięć lat), które doprowadził do portu w Brindisi fale imigrantów. Obywateli Brindisi cechowała wielka solidarność. Zaspokajają podstawowe potrzeby, oferują zakwaterowania, żywność i wodę dla tysięcy Albańczyków, którzy przybyli na zatłoczonych statkach po przekroczeniu Cieśniny Otranto.

### Narodowości
Stałych rezydentów cudzoziemców jest 1203 (561 mężczyzn i 642 kobiety), czyli 1,34% populacji Brindisi. Największą społeczność stanowią Albańczycy. Liczba tych, którzy zdecydowali się pozostać w mieście Apulii, jest jednak bardzo niewielka w porównaniu do ogólnej liczby imigrantów, którzy przybyli. Brindisi, w rzeczywistości stanowiło i nadal stanowi dla narodów Bałkanów pierwszy krok w drodze do Włoch i Europy Zachodniej.
Duża liczba Amerykanów wynika z faktu, że pomiędzy Brindisi i San Vito dei Normani została założona i działała przez całą drugą połowę XX wieku jednostka US Air Force. Pomimo że bazy operacyjnej nie ma już od lat, wielu żołnierzy postanowiło pozostać w mieście Apulii. Brytyjska obecność jest wynikiem zjawiska, które co najmniej dziesięciu lat, można ująć w obszarze: imigracja rodzin z północnej Europy, zwłaszcza o języku angielskim i irlandzkim. Rodziny te na ogół składają się emerytów i rencistów, którzy postanowili kupić domy na wsi w pobliżu Brindisi i korzystać z przyjemnego klimatu Brindisi przez cały rok.

## Język
Dialekt Brindisi jest wariantem dialektu salentyńskiego i mimo że istnieją niewielkie różnice pomiędzy poszczególnymi miastami, trzon pozostaje bez zmian. Mówi się nie tylko w Brindisi, na terenie niektórych gmin okolicznych, z niewielkimi różnicami w niektórych gminach w prowincji Tarent. Dialekt brindizyjski wywiera również wpływ na niektóre północne dialekty prowincji Lecce.
Dialekt salentyński różni się od standardowego włoskiego. Oprócz wymowy pewnych słów, istnieje funkcja transformacji „e” na końcu włoskiego słowa w „i”, np.
- il mare (morze) staje się lu mare, w dialekcie salentyńskim oraz lu mari w brindizyjskim.
- il melone (melon) staje się lu milune, w dialekcie salentyńskim oraz lu muloni w brindizyjskim

Grupa dwukrotnego „ll” w języku włoskim staje się „dd” w brindizyjskim, np.
- il Cavallo (koń) staje lu cavaddu w salentyńskim i brindizyjskim.

## Religia
Diecezja w Brindisi została założona w IV wieku. Jej pierwszym biskupem był św. Leucjusz. W X wieku po zniszczeniu miasta przez Saracenów, siedzibę biskupów przeniesiono do Orii. W tym wieku powstała również diecezja w Ostuni; pierwsze do diecezji przystąpiły: Monopoli i prawdopodobnie spadkobiercy dawnych diecezji Egnatia. W X wieku siedziba w Brindisi została podniesiona do rangi archidiecezji metropolitalnej. W 1010 roku nadal miała dwóch sufraganów: Ostuni i Monopoli. W 1591 Oria roku stała się miejscem nowej diecezji, terytorium której zostało wydzielone z archidiecezji Brindisi. W dniu 30 września 1986 na mocy dekretu Kongregacji ds. Biskupów, archidiecezja Brindisi i diecezja Ostuni zostały zjednoczone w archidiecezję Brindisi-Ostuni. Nowa diecezja została uznana na drodze rozporządzenia Ministerstwa Spraw Wewnętrznych 20 października 1986.

## Kultura

### Biblioteki
- Biblioteka wojewódzka biblioteka publiczna znajduje się na Viale Commenda. Posiada ponad 100.000 pozycji książek i czasopism. Przylega do National Library Service. Wewnątrz działają nowoczesne audytorium, biblioteka, mediateka, sekretariaty oraz biura uczelni z Bari i Uniwersytetu Salento.
- Biblioteka abp Annibale de Leo to prestiżowa biblioteka publiczna, która mieści się w Archidiecezjalnym Seminarium Duchownym w Brindisi, na Piazza Duomo. Założona w 1798 przez abp Annibale brindisino De Leo, z funduszu w wysokości około 6000 woluminów, obecnie liczy ponad 20.000 woluminów, 17 inkunabułów, 200 tomów z XVI w. oraz wiele rzadkich rękopisów.

### Szkoły
- szkoły średnie I stopnia: 5 szkół w różnych miejscach
- szkoły wyższe II stopnia: 15 szkół (4 szkoły zawodowe, 6 szkół technicznych, 5 szkół wyższych)

Zwraca uwagę w Brindisi obecność Instytutu Morskiego (44 w całych Włoszech).
- Uniwersytet Salento ma w Brindisi oddziały z wydziałami: nauk społecznych, politycznych, socjologii, opieki społecznej i nauk politycznych obszaru śródziemnomorskiego
- Uniwersytet Bari reprezentują wydziały: zarządzania, przedsiębiorczości, księgowości i doradztwa biznesowego, ekonomii, informatyki, planowania i zarządzania działalnością kulturalną, pielęgniarstwa i rehabilitacji.

### Muzea
- Prowincjalne Muzeum Archeologiczne im. F. Ribezzo znajduje się na Placu Katedralnym i ma wiele dużych sal, oferując odwiedzającym sześć działów: epigrafiki rzeźby, lantiquarium, prehistoryczny, numizmatyki, średniowieczny i współczesny
- Nowo powstałe Muzeum Diecezjalne im. Giovanni Tarantiniego mieści się w Palazzo del Seminario. Obejmuje: obrazy, rzeźby, meble i szaty liturgiczne z kościołów w diecezji. Szczególnie cenny relikwiarz z tłoczonego srebra, zawierający szczątki Św Teodora, i dzban z VII wieku, o którym tradycja mówi, że pochodzi z wesela w Kanie Galilejskiej.
- Muzeum etnograficzne kultury salentyńskiej „Agrilandia Muzeum”. Oferuje turystom wiele rzeźb w drewnie i kamieniu, ciekawe narzędzia rolnicze z obszaru Płw. Salentino.

## Ludzie związani z Brindisi
- Pakuwiusz (Brindisi, 29 kwietnia 220 p.n.e. – Taranto, 7 lutego 132 p.n.e.), dramaturg i poeta łaciński, bratanek Enniusza, para ta przeniosła się do Rzymu, gdzie podjął pracę malarza i poety, uczestnik Kręgu Scipiona.
- Lucio Ramnio: (Brindisi II w. p.n.e. – ?) rzymski rycerz, który udowodnił swoją lojalność wobec Senatu.
- Marcus Laenius Flaccus; (Brindisi I w. p.n.e.), mecenas kultury, który w domu położonym na wzgórzach na północ od portu, gościł artystów, pisarzy, naukowców i poetów, w tym Horacego, a zwłaszcza ich przyjaciela Cycerona, w szczególności na jego wygnaniu w 58 p.n.e. Tu przebywał Wergiliusz podczas pisania Eneidy i zmarł w 19 p.n.e.
- Margarito lub Margaritone z Brindisi (Brindisi, ok. 1145 – Rzym, 1200), był wielkim admirałem floty ostatniego normańskiego króla Sycylii.
- Bartolomeo Pignatelli: (Brindisi, ca. 1200 – Mesyna, ca. 1272), włoski biskup katolicki.
- Roger de Flor niem. Rutger von Blum (, Brindisi, 1266 – Edirne, 1305) średniowieczny awanturnik
- Lucio Scarano: (Brindisi, 1540 – Wenecja, ca. 1610), włoski latinista, filozof i pisarz. Doceniany przez swoich współczesnych, był jednym z założycieli Wenecji (1593).
- Giovanni Maria Moricino: (Brindisi, 1558 – Brindisi, 1628), włoski pisarz, zyskał uznanie i podziw literatów swego czasu.
- św Wawrzyniec z Brindisi (ur. Giulio Cesare Russo, Brindisi, 22 lipca 1559 – Belém, 22 lipca 1619), włoski kapłan z Zakonu Braci Mniejszych Kapucynów. Teolog, ogłoszony świętym przez papieża Leona XIII w 1881 roku, w 1959 roku został wymieniony wśród Doktorów Kościoła.
- Bartolomeo Passante: (Brindisi, 1618 – Neapol, 1648) był uczniem barokowego malarza Jusepe de Ribera.
- Benedetto Marzolla (Brindisi, 14 marca 1801 – Neapol, 10 maja 1858) był kartografem, otrzymał nagrody i certyfikaty za produkcje kartograficzne.
- Cesare Braico (Brindisi, 24 września, 1816 – Rzym, 25 lipca 1887) był patriotą, włoskim lekarzem i politykiem, uczestnik „Wyprawy Tysiąca” Garibaldiego, został wybrany na deputowanego Brindisi.
- Edgardo Simon (Brindisi, 1890 – Hollywood, 1948), włoski rzeźbiarz i projektant. Kształcił się w Accademia di Belle Arti w Rzymie. Autor pomników w kilku włoskich miastach. Pod koniec lat dwudziestych wyemigrował do Stanów Zjednoczonych.
- Giustino Durano (Brindisi, 5 maja 1923 – Bolonia, 18 lutego 2002) był wszechstronny aktorem teatralnym, grał w filmie Roberto Benigni, Życie jest piękne, zdobywca dwóch Oscarów.
- Vincent Gigante: (Brindisi, 5 lutego 1901 – Rice Mill San Sabba, 1944) antyfaszysta i partyzant, odznaczony, złotym medalem za męstwo wojenne.
- Filippo Faina (Brindisi, 1932 – Brindisi, 31 października 1988) był trenerem koszykówki.
- Eugenio Barba (Brindisi 29 października 1936), dyrektor teatru
- Cosimo Francioso (Brindisi, 24 stycznia 1967) były piłkarz i trener piłkarski
- Antonella Restelli (Brindisi 14 grudnia 1959), reżyser
- Antonio Putignano (Brindisi 1 maja 1961), włoski aktor o podwójnym obywatelstwie: włoskim i niemieckim
- Antonio Benarrivo (Brindisi, 21 sierpnia 1968), były gracz, który pełnił rolę obrońcy.
- Elio Aggiano (Brindisi, 15 marca 1972) włoski kolarz
- Stefano Miceli (Brindisi, 14 kwietnia 1975), włoski pianista i dyrygent
- Federico Rizzo (Brindisi, 25 listopada 1975), włoski reżyser filmowy
- Flavia Pennetta (Brindisi, 25 lutego 1982) tenisistka, 10. w światowym rankingu.
- Cosmo Aldo Cannon (Brindisi, 20 marca 1984) pilot Motonautico, jest dwukrotnym mistrzem świata w 2007 i 2008.
- Iunco Antimo (Brindisi, 10 czerwca 1984), piłkarz Cytadeli w roli napastnika.
- Daniele Advantage (Brindisi, 10 października 1984), piłkarz z Turynu w roli napastnika.

## Rolnictwo
W rolnictwo prowincji przewodzi ogrodnictwo, uprawa winorośli, owoców i drzew oliwnych. Od wieków opiera się na uprawie migdałów, oliwek, tytoniu, karczochów, zbóż oraz hodowli: bydła, owiec i kóz. W ostatnich dziesięcioleciach rolnictwo może być dotknięte kryzysem ze względu na wysoką średnią wieku rolników (ponad 50 lat).

### Winiarstwo
W Apulii koło Brindisi produkuje się wina: Aléatico Doc, Doc Ostuni, Czerwone Brindisi Rosso i różowe Brindisi Rosato. Wina z gmin z Brindisi i Mesagne mają status włoskich win DOC (produktów regionalnych). Czerwone wina produkuje się z odmiany winogron Negroamaro. Dozwolone są wina mieszane z Sangiovese (maksymalnie 10%) i Malvasia Nera (maksymalnie 20%). 38 kwalifikowanych winnic zajmuje 585 hektarów. Czerwone wino jest przechowywane 2 do 3 lat w różnych kontenerach (zbiornikach ze stali nierdzewnej, dębowych beczkach). Nabywca może przechowywać wino jeszcze około 5 do 10 lat.
- Kolor: mocny, rubinowy
- Zapach: serdeczny, z nutą tytoniu, wiśni
- Zawartość alkoholu: 14-15°
- Kwasowość: 5.5-6.5 o/oo
- Zalecana temperatura spożycia: 17–18 °C, butelkę należy otworzyć co najmniej godzinę przed konsumpcją.

## Przemysł
Przemysł Brindisi to głównie: przemysł chemiczny, lotniczy, energetyczny, farmaceutyczny, spożywczy. Różne zakłady koncernu chemicznego Eni, jak: Polimeri Europa, Snam i EniPower położone są na obrzeżach miasta. Brindisi jest liderem w produkcji energii elektrycznej we Włoszech. W strefie miejskiej można wyróżnić trzy główne grupy: ENEL (elektrownia cieplna 660 MW), Edipower i EniPower (1170 MW), a także planowana jest realizacja największego w Europie parku ogniw fotowoltaicznych (o mocy 11 MWp), który powinien zacząć funkcjonować w 2010, w miejscu dawnego przemysłu petrochemicznego. Na terenie portu zewnętrznego powstał terminal degazyfikacji gazu płynnego LNG budowany przez firmę Brindisi LNG SpA.

## Turystyka
Miasto zachowuje istotne znaleziska archeologiczne i cechy szczególnie pięknego północnego wybrzeża, gdzie jest wiele dużych wydm i plaż, z których często wyrastają wieżowce. Dalej w głąb lądu można podziwiać gospodarstwa lub można odkrywać miejsca produkcji wina (Appia dei Vini), oleju (Olio Collina di Brindisi). W turystyce Brindisi 74% stanowią Włosi, 26% turyści zagraniczni i cechuje ją duża sezonowość.

## Obiekty sportowe
- Stadion im.Franco Fanuzzi: Stadion Miejski
- Pala Pentassuglia: hala sportowa
- Pala Melfi: hala sportowa
- Pałac Miejski „John i Carlo Zumbo” (dawny pałac)
- Multicentrum sportowe „Contrada Masseriola”: lekkoatletyka, pływanie, hala sportowa
- Basen im. G.Parodo obiekt marynarki wojennej (organizator zawodów regionalnych)
- Brindisi Tennis Club: Tenis
- Multicentrum sportów Saint Elias: rugby, hala sportowa, korty tenisowe
- Gimnazjum „Galiano”
- obiekt sportowy „Torretta”

## Kuchnia
Kuchnia Brindisi korzysta z wielu produktów rolnych i owoców morza. Sposób gotowania i użycia składników jest prosty. Wśród typowych receptur zasługują na uwagę: „pettuli” (ciasto smażone w oleju zwłaszcza w okresie świąt, na słodko lub solone, puste, bądź faszerowane dorszem, anchois, kalafiorem, brokułami…), „tajedda di riso patani e cozzi” (ryż, pieczone ziemniaki i małże), zupa rybna, purée z fasoli, „cozze racanate” (fasola z małżami), „cozze racanate” (małże), „scuma ti mari”

### Sery
Prowincja Brindisi słynie głównie z serów owczych i kozich, które mogą być spożywane świeże lub po kilkumiesięcznym dojrzewaniu w celu osiągnięcia silniejszego smaku. W sezonie zimowym są to typowe sery owczy pecorino, kozi ricotta lub delikatny ricotta 'scante, Ten ostatni jest jak śmietana i uzyskuje się poprzez fermentację sera ricotta. Jest on używany do smaku do sosów. Świeże najbardziej popularne są twarogi.

### Warzywa
Warzywa są prawdziwym bohaterem tradycyjnej diety Salento. W zależności od pory roku są to: ziele rzepiku, kapusta, brokuły, kalafior, burak liściowy, młode pędy ostu, papryka, bakłażany i cukinia (podawane suszone na słońcu lub z olejem). Brindisi jest ważnym dostawcą karczochów. W kuchni tradycyjnej są też stosowane dzikie warzywa: dzika cykoria, mniszek lekarski, dzikie szparagi (przygotowane w oliwie z oliwek), dzika gorczyca, oset – znany również jako lampascioni pampasciuni, kapary, grzyby suszone lub serwowane w oleju.
Kuchnia Brindisi korzysta często z pomidorów zielonych i dojrzałych. Są one wykorzystywane głównie do sosu pomidorowego, ale bywają również w zalewie w oleju, po procesie naturalnego suszenia. Używa się również czarnych i zielonych oliwek, kruszonych lub w solance. Wreszcie warzywa: fasola, ciecierzyca, groch. Wśród specjałów: owoce pigwy, pieczone i suszone figi z nadzieniem z migdałów, pomarańczowa marmolada z cytryną i figami.

### Makarony, pieczywo
Makarony, podobnie jak chleb, są wykonane ze słabiej oczyszczanej mąki, dlatego są ciemniejsze. Dziś używa się także mąki zmieszane z semoliną. Wśród dań są lasagne z warzywami i oczywiście makaron z sosem: ręcznie robiony makaron cavatelli, słynne orecchiette (uszka), ravioli nadziewane serem twarogowym ricotta. Do produkcji tradycyjnego chleba przy używa się naturalnych drożdży i kuchni z kamienia, opalanej przy użyciu wiązek gałązek oliwnych, które nadają pieczywu specyficzny zapach.

## Osobliwości
Brindisi jest przystankiem w powieści Juliusza Verne’a „W 80 dni dookoła świata”. Miasto jest wymienione również w powieści Eoin Colfera „Artemis Fowl”. Znana pieśń biesiadna z opery Traviata nosi tytuł „Brindisi”.

## Miasta partnerskie
- Lushnja, Albania
- Patras, Grecja
- Korfu, Grecja
- Świdnik, Polska